# Shauna Coxsey
Shauna Coxsey (Runcorn, 27 gennaio 1993) è un'arrampicatrice britannica.

## Biografia
Inizia ad arrampicare all'età di quattro anni, è attiva principalmente nelle competizioni di bouldering, ha vinto la nona edizione del Melloblocco, ha conquistato la seconda posizione nella coppa del mondo di bouldering nel 2014 e 2015, conquistandola con una tappa di anticipo nel 2016 e nel 2017.
È la terza donna ad aver mai raggiunto il grado di 8B+/V14 nel bouldering, con l'ascesa di "New Baseline" il 12 Luglio 2014 a Magic Wood in Svizzera. Vanta oltretutto altre quattro importanti ascese di grado 8B/V13 conquistate tra il 2000 e il 2014.
Per le sue prestazioni sportive di livello mondiale, è stata designata come ambasciatrice onoraria del British Mountaneering Council e membro dell'Ordine dell'Impero Britannico